# Walking Contradiction
Walking Contradiction è un singolo del gruppo musicale statunitense Green Day, pubblicato il 20 agosto 1996 come quarto estratto dal quarto album in studio Insomniac.

## Tracce
1. Walking Contradiction – 2:30

## Formazione
- Billie Joe Armstrong – voce, chitarra
- Mike Dirnt – basso, cori
- Tré Cool – batteria

Produzione
- Rob Cavallo – produzione
- Green Day – produzione
- Kevin Army – ingegneria del suono
- Jerry Finn – missaggio
- Richard Huredia – assistenza tecnica
- Bernd Burgdorf – assistenza tecnica

## Classifiche
| Classifica (1996)             | Posizione massima |
| ----------------------------- | ----------------- |
| Stati Uniti (alternative)     | 21                |
| Stati Uniti (mainstream rock) | 25                |